# Склоблок

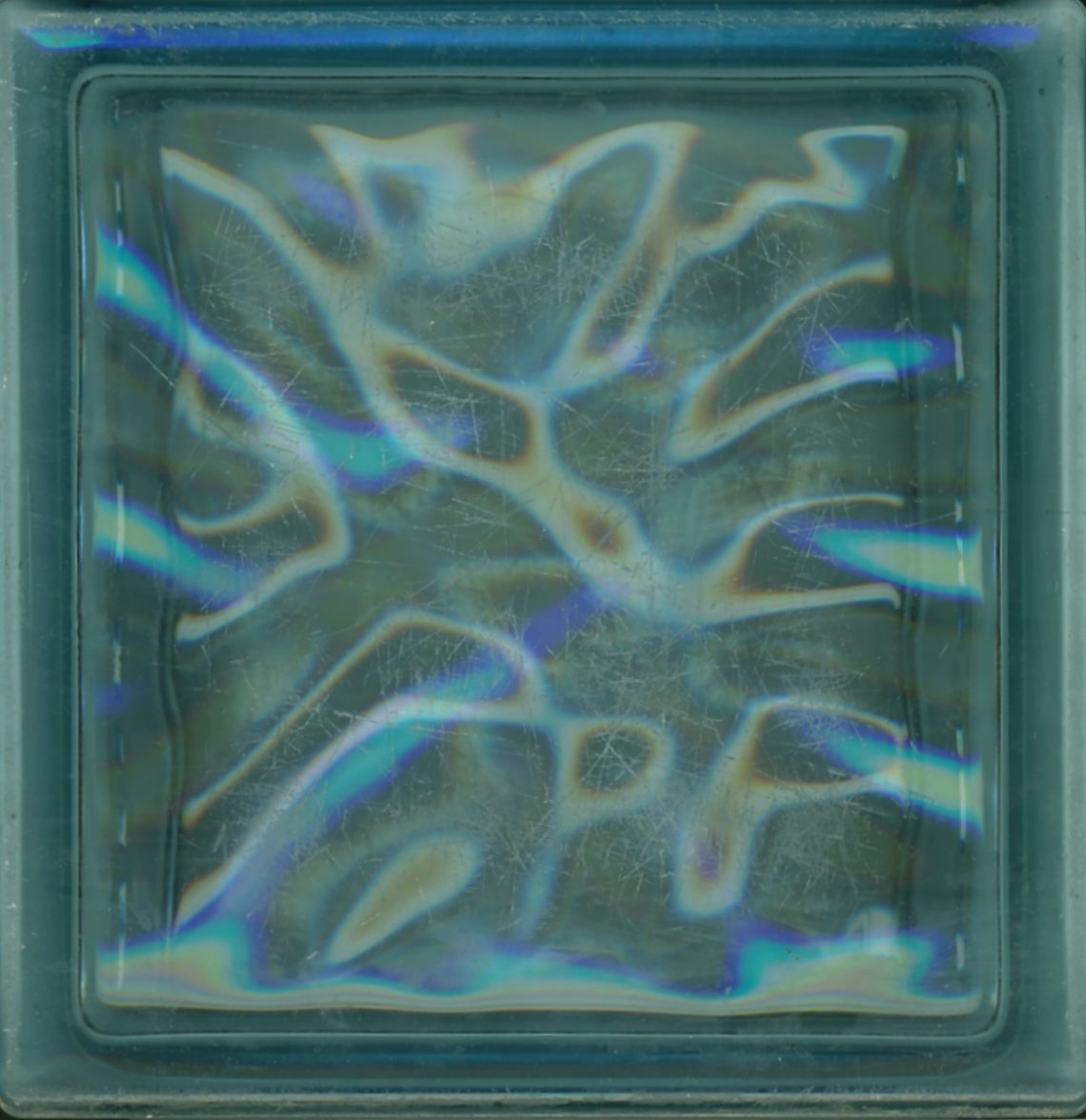

Склоблок, скляний блок — прямокутні будівельні компоненти зі скла, що використовуються у будівництві напівпрозорих стін в інтер'єрі і в зовнішньому використанні. Являє собою виріб з герметично закритою порожниною, яка утворена в результаті з'єднання двох відпресованих скляних пластин-оболонок (напівблоків).
Склоблоки доступні в різних розмірах і різних кольорах. Вони відрізняються за своєю структурою і характеристиками поверхні, яка, зазвичай, шляхом оптичного спотворення зумовлює напівпрозорість скла. Склоблок має значне пропускання світла, досягаючи понад 60 %.
Склоблоки часто використовувалися у будівництві в 1960/1970 рр. при спорудженні зовнішніх стін сходових кліток. Першочергове призначення склоблоків — це зведення стін в приміщеннях із підвищеною вологістю: у ванних кімнатах, душових, басейнах, лазнях, санвузлах.

## Характеристики
Кожна половинка склоблока виконана з товстого скла (6-7 мм). Поверхня склоблока може бути гладкою, рифленою, прозорою, матовою, кольоровою. Залежно від цього вони поділяються на світлопрозорі (з гладкою поверхнею лицьових стінок), світлорозсіюючими і світлонапрямними (склоблоки з рифленими поверхнями). Найчастіше зустрічаються склоблоки товщиною від 7,5 до 10 см. Вага одного склоблока — від 2,5 до 4,3 кг. Як правило, за формою вони квадратні або прямокутні. Стандартні розміри сучасних склоблоків — 19 × 19 × 8 см або 24 × 24 × 8 см. Крім того, склоблоки бувають також трикутними, кутовими (для обробки кутів, колон тощо) і шестикутними.

## Застосування
- стіни або стелі приміщень з недостатнім освітленням денним світлом
- декоративні розділи
- додаток вгорі дверного отвору.
- закінчення склоблоками вікон.

## Плюси і мінуси
Недоліки: погана теплоізоляція.

Переваги: дають більше світла, є екологічно чистими, дешевше, ніж звичайні вікна.

## Технологія виготовлення
Для виробництва склоблоків застосовують сировинні матеріали з малим вмістом (не більше 0,07 %) оксидів заліза. Для знебарвлення скла в шихту вводять: металевий селен, оксид кобальту, оксиди сурми, церію. Для отримання кольорових склоблоків в шихту вводять барвники.
Склоблоки виготовляють на механізованих лініях. Скломасу для формування блоків варять у проточних ванних печах загальною площею 40-100 м² при температурі 1480—1500 °C. Зварене скло з ванної печі надходить у фідер (живильник), який подає в прес краплі скла. На круглому столі преса встановлені форми. Робота живильника і преса зблокована. На першій позиції форму преса встановлюють під очко живильника, відрізають ножицями краплю скла і крапля падає в форму. Форма з порцією скла переміщається спільно зі столом машини на другу позицію, встановлюється під пуансон, який відпресовує напівблок. На наступних позиціях преса напівблок охолоджується. Підіймається кільце форми, напівблок передається на конвеєр, який переносить його до зварювального апарату. Напівблоки встановлюють в карусельний зварювальний автомат, який зварює напівблоки в блок. Після розігріву країв торцевих стінок напівблоків до розм'якшення напівблоки повертають на наступну позицію. Нижній напівблок підіймається, і розм'якшені краї торцевих стінок напівблоків приходять в зіткнення, утворюючи шов. За допомогою спеціального механізму блоки зі зварювального апарату зіштовхуються в лер для обпалу.

## Галерея

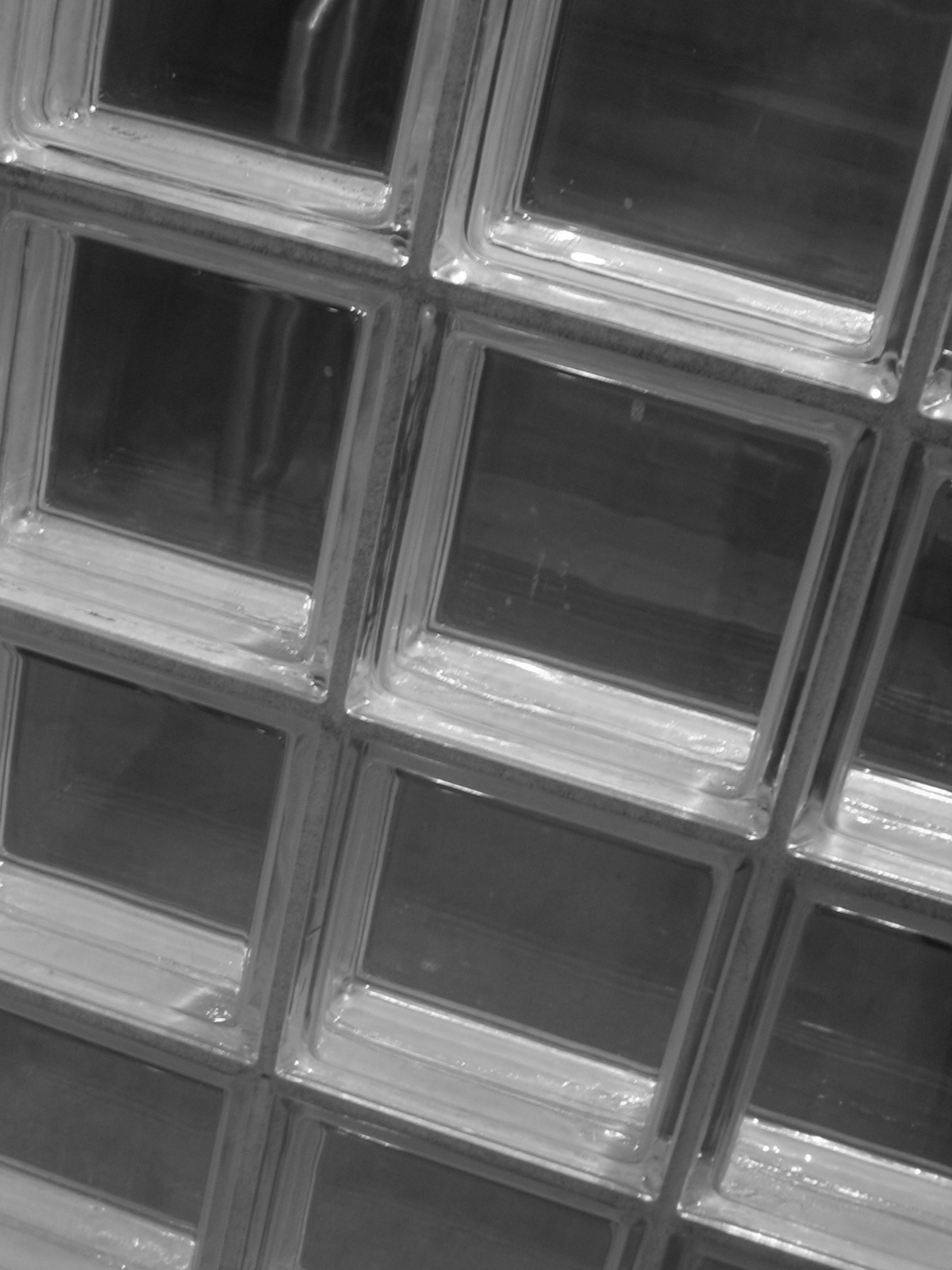
Склоблоки, зроблені з прозорого скла
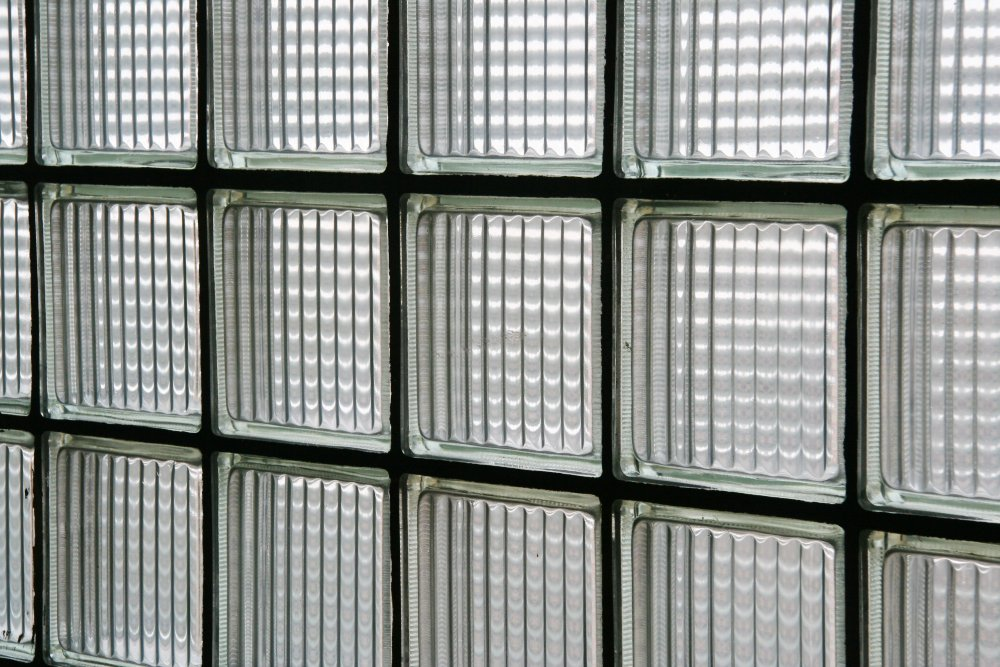
Стіна зі склоблоків
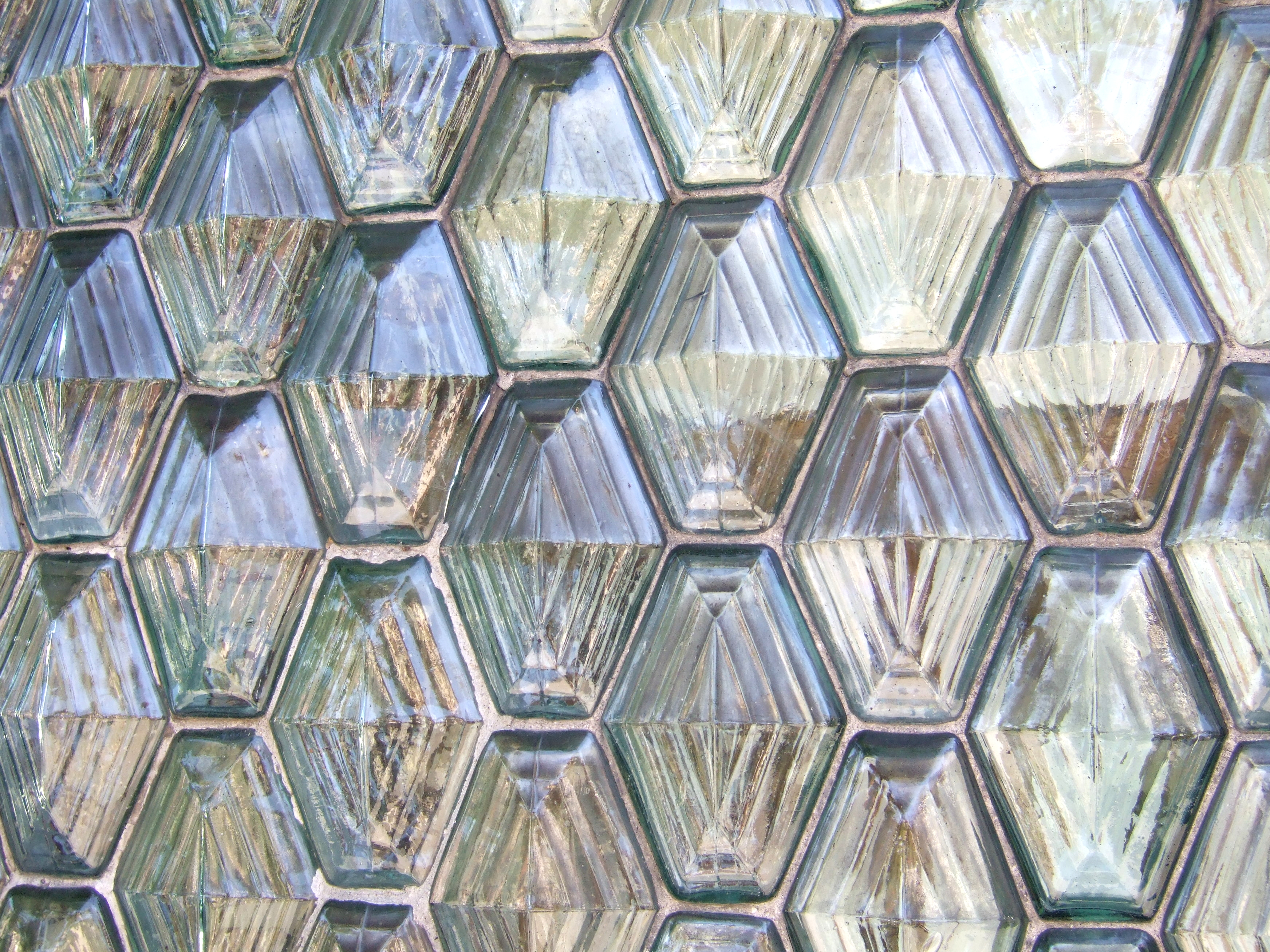
Склоблоки в «стільниковій» структурі
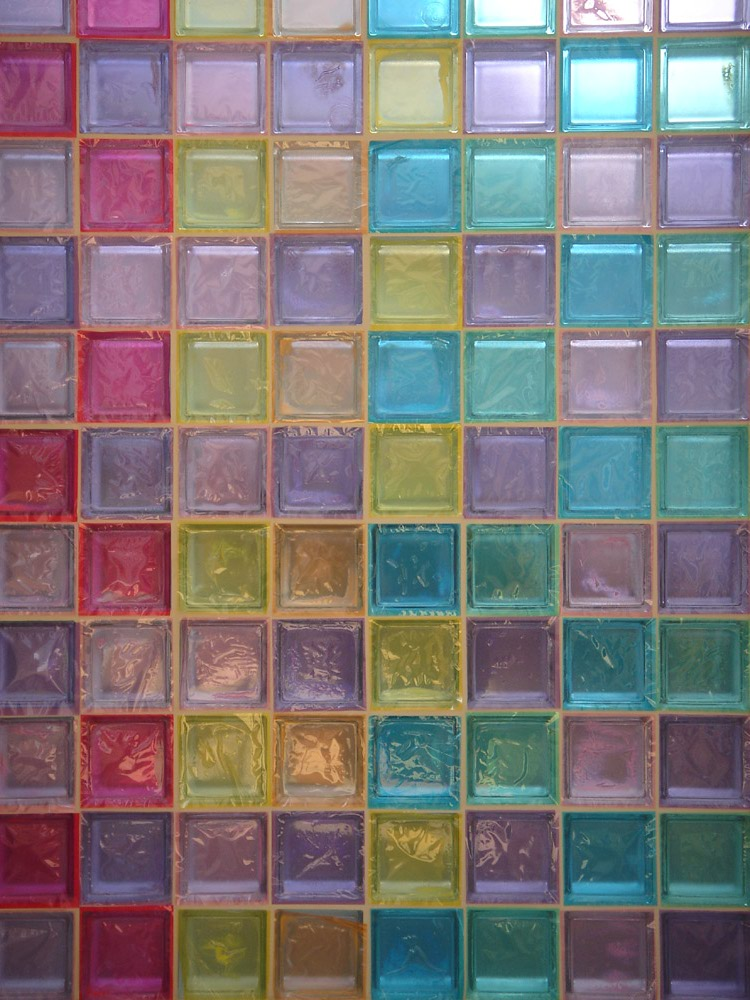
Кольорові склоблоки